# Sudoeste do Colorado
O Sudoeste do Colorado é uma região do estado do Colorado, EUA. Possui fronteiras com o Oeste do Colorado, Sul do Colorado, a porção sul de Colorado Central, e entre os estados de Utah e Novo México.

## Condados
- Alamosa
- Archuleta
- Conejos
- Dolores
- Hinsdale
- La Plata
- Mineral
- Montezuma
- Montrose
- Ouray
- Rio Grande
- Saguache
- San Juan
- San Miguel

## Cidades
- Alamosa
- Cortez
- Durango
- Monte Vista
- Montrose